# Kia Cee'd
O Cee'd é um automóvel compacto da Kia. Foi totalmente desenhado na Europa, sendo portanto este o seu principal alvo.
Vem competir com pesos pesados do mesmo segmento como o Golf, Focus e Astra. É a derradeira aposta da marca coreana no velho continente, sendo de esperar um modelo com boa qualidade de construção e melhores materiais. Dado o seu segmento pode ser equiparado ao i30 da Hyundai.[carece de fontes?]

## Galeria
- Primeira geração (2006-2012)
- Segunda geração (2012-2018)
- Terceira geração (2018-presente)
- Kia Ceed SW equipado con piloto automático